# Rio Grande (banda)
Rio Grande foi um grupo musical português iniciado em 1996, formado por Rui Veloso, Tim (Xutos & Pontapés), João Gil (ex-Trovante, Ala dos Namorados, Filarmónica Gil), Jorge Palma, Vitorino e João Monge que alcançou uma considerável popularidade em Portugal, gravando dois álbuns: Rio Grande (1996) e Dia de Concerto (1998), tendo o primeiro obtido a certificação de 4 discos de platina.

## Discografia
- 1996 - Rio Grande
- 1998 - Dia de Concerto